# Cieux
Cieux – miejscowość i gmina we Francji, w regionie Nowa Akwitania, w departamencie Haute-Vienne.
Według danych na rok 1990 gminę zamieszkiwały 943 osoby, a gęstość zaludnienia wynosiła 23 osoby/km² (wśród 747 gmin Limousin Cieux plasuje się na 138. miejscu pod względem liczby ludności, natomiast pod względem powierzchni na miejscu 72.).

## Populacja

Populacja Cieux w latach 1962–2008